# Pavel Kadeřábek
Pavel Kadeřábek (* 25. April 1992 in Prag) ist ein tschechischer Fußballspieler. Der Rechtsverteidiger steht aktuell seit Sommer 2025 wieder bei seinem Jugendverein Sparta Prag unter Vertrag. Zuvor war er zehn Jahre in Deutschland für die TSG 1899 Hoffenheim aktiv. Zwischen den Jahren 2014 und 2021 spielte er außerdem 48-mal für die tschechische Fußballnationalmannschaft.

## Karriere

### Vereine

#### Karrierebeginn bei Sparta Prag (1999–2015)
Kadeřábek lernte das Fußballspielen in der Jugendmannschaft von Sparta Prag. Am 25. August 2010 absolvierte er bei der 0:1-Niederlage in der Qualifikation zur Champions League gegen den MŠK Žilina sein erstes Pflichtspiel für die erste Mannschaft Spartas. Darauf spielte er zwei Spielzeiten für die zweite Mannschaft in der zweithöchsten Spielklasse Tschechiens. In der Saison 2010/11 wurde er für ein halbes Jahr an den Erstligisten FK Viktoria Žižkov verliehen, für den er elfmal zum Einsatz kam. Nach seiner Rückkehr entwickelte er sich in der ersten Mannschaft Spartas ab der Saison 2012/13 zum Stammspieler. Am 5. August 2012 erzielte Kadeřábek beim 2:1-Sieg im Heimspiel gegen den 1. FK Příbram sein erstes Ligator. In der Europa League erreichte er mit der Mannschaft in der Saison 2012/13 das Sechzehntelfinale und scheiterte dort am FC Chelsea. In der Spielzeit 2013/14 gewann er mit dem Verein die Meisterschaft und den Pokal.

#### Zehn Jahre in Hoffenheim (2015–2025)
Zur Saison 2015/16 wechselte Kadeřábek zum deutschen Bundesligisten TSG 1899 Hoffenheim. Sein Debüt für die TSG absolvierte er am 8. August 2015, bei der 2:0-Auswärtsniederlage gegen den TSV 1860 München in der ersten Runde des DFB-Pokals. Bei seinem neuen Verein war Kadeřábek von Beginn an in der Startelf auf der Position des rechten Außenverteidigers gesetzt. Nachdem die TSG in seinem ersten Jahr in Deutschland lange Zeit im Abstiegskampf gesteckt hatte, beendete man die folgende Saison 2016/17 unter dem neuen Cheftrainer Julian Nagelsmann auf dem 4. Tabellenplatz. Nagelsmann stellte die Grundordnung der TSG auf ein System mit Dreierkette in der Abwehr um, wodurch Kadeřábek fortan auch offensivere Aufgaben übernahm. Sein erstes Tor für die TSG erzielte er im September 2017 beim Spiel gegen Ludogorez Rasgrad in der Gruppenphase der Europa League. Sein erstes Tor in der Bundesliga folgte beim 5:2-Auswärtssieg gegen RB Leipzig am 21. April 2018. Am letzten Spieltag der Saison 2017/18 erzielte Kadeřábek beim Spiel gegen Borussia Dortmund den letzten Treffer zum 3:1-Sieg, wodurch sich Hoffenheim erstmals für die Champions League qualifizierte. In allen 6 Spielen in der Gruppenphase der Champions League stand Kadeřábek in der Startelf der TSG und erzielte dabei im November 2018 gegen Olympique Lyon ein Tor. Die Hoffenheimer schieden dennoch als Tabellenletzter in der Gruppenphase vorzeitig aus dem Turnier aus. In den folgenden Jahren konnten sich Hoffenheim und Kadeřábek nur noch in der Saison 2019/20 für die Europa League qualifizieren, ansonsten rutschte der Verein wieder ins Mittelfeld der Bundesliga ab. Kadeřábek absolvierte im April 2023 gegen den FC Schalke 04 sein 200. Ligaspiel für die TSG Hoffenheim. Diese Marke hatten zuvor nur vier weitere Spieler Hoffenheims überschritten. Nachdem Kadeřábek und die TSG Hoffenheim in der Vorsaison lange im Abstiegskampf gestanden hatten, qualifizierte sich die Mannschaft am Ende der Spielzeit 2023/24 erneut für die Europa League. Dort schied Hoffenheim allerdings bereits in der Ligaphase aus dem Turnier aus und konnte in der Bundesliga-Saison 2024/25 den Klassenerhalt erst am letzten Spieltag sichern. Kadeřábek gehörte zu diesem Zeitpunkt weiterhin zum Stammpersonal, musste jedoch zunehmend dem Neuzugang Valentin Gendrey den Vortritt lassen. Ende Mai 2025 gab der Verein bekannt, den auslaufenden Vertrag mit Kadeřábek nicht zu verlängern. In zehn Jahren absolvierte der Tscheche 287 Pflichtspiele für die TSG und erzielte dabei 19 Tore.

#### Rückkehr nach Prag (seit 2025)
Nach 10 Jahren kehrte Kadeřábek zur Saison 2025/26 zu seinem Jugendverein Sparta Prag zurück.

### Nationalmannschaft
Kadeřábek durchlief von 2007 bis 2015, startend bei der U16-Auswahl, sämtliche Jugendnationalmannschaften des tschechischen Fußballverbands. Mit der U19 nahm er 2011 an der U19-Europameisterschaft in Rumänien teil. Er kam in allen fünf Spielen seiner Mannschaft zum Einsatz und scheiterte im Finale an Spanien.

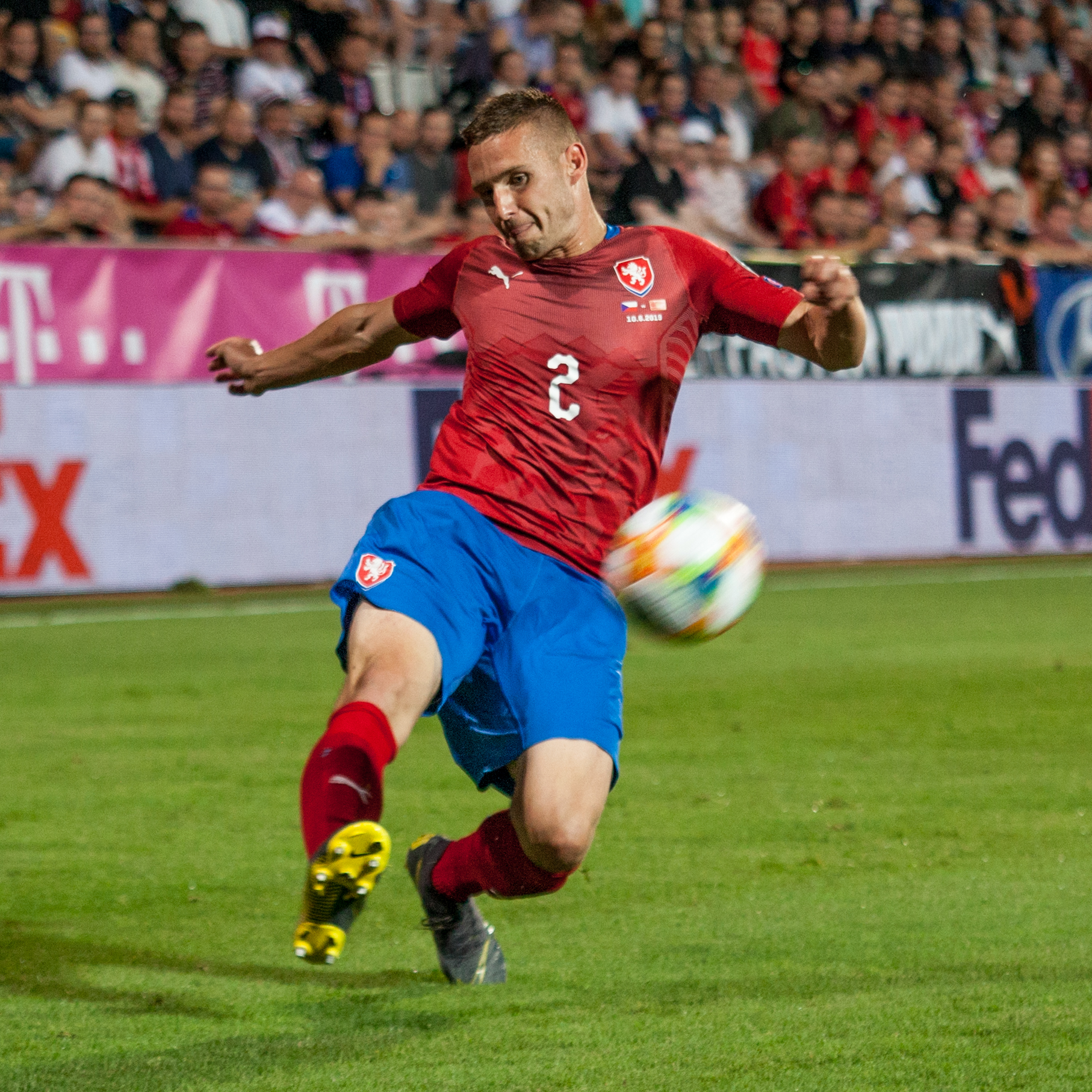
Kadeřábek bei der Nationalmannschaft (2019)

Am 14. August 2013 debütierte Kadeřábek beim 1:0-Sieg gegen die Niederlande in der U21-Nationalmannschaft. Im Sommer 2015 nahm er daraufhin an der U21-Europameisterschaft im eigenen Land teil. Er stand bei allen drei Gruppenspielen in der Startelf, allerdings schied Tschechien bereits in der Gruppenphase aus.
Am 21. Mai 2014 spielte Kadeřábek beim 2:2 im Freundschaftsspiel gegen Finnland erstmals für die A-Nationalmannschaft. Sein erstes Tor im Nationaltrikot erzielte er am 16. November 2014 beim 2:1-Sieg in der EM-Qualifikation gegen Island. Für die Europameisterschaft 2016 in Frankreich wurde Kadeřábek von Nationaltrainer Pavel Vrba in den tschechischen Kader berufen. Im Turnier kam er in allen drei Spielen über die volle Spielzeit zum Einsatz, schied mit der Mannschaft jedoch als Gruppenletzter aus. Bei der Europameisterschaft 2021 stand Kadeřábek ebenfalls im Kader der Nationalmannschaft und erreichte mit Tschechien das Viertelfinale. Er kam beim 2:0-Sieg im Achtelfinale gegen die Niederlande zu seinem einzigen Einsatz. Im März 2022 beendete er nach 48 Länderspielen seine Nationalmannschaftskarriere.

## Erfolge
Sparta Prag
- Tschechischer Meister: 2014
- Tschechischer Pokalsieger: 2014